# Chaetoclusia centrofasciata
Chaetoclusia centrofasciata är en tvåvingeart som beskrevs av Lonsdale och Marshall 2006. Chaetoclusia centrofasciata ingår i släktet Chaetoclusia och familjen träflugor.
Artens utbredningsområde är Ecuador. Inga underarter finns listade i Catalogue of Life.